# Bisento

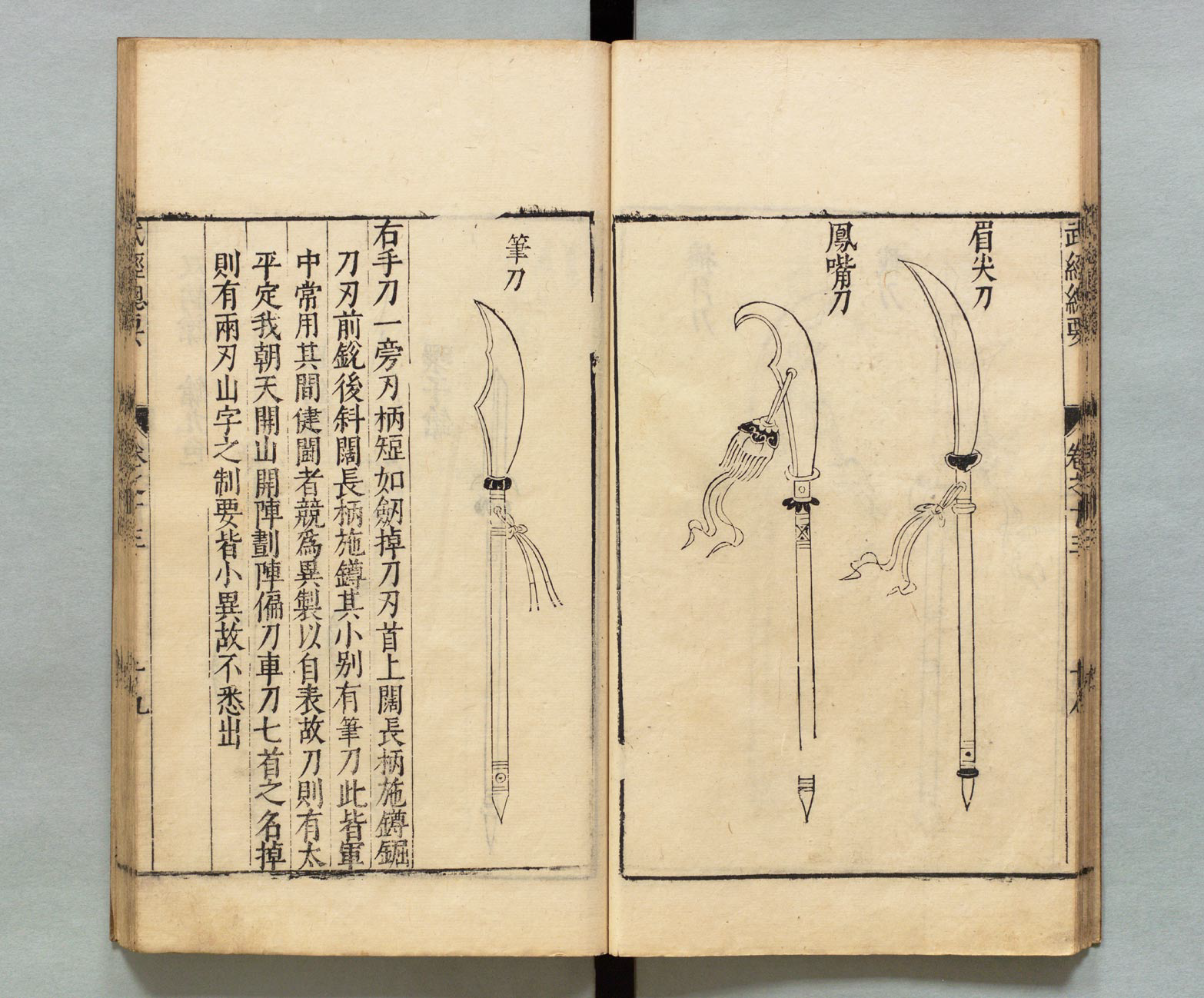
Dibujo japonés de un bisento.

Una bisento es un tipo de arma de asta japonesa. Deriva de los sables enastados dao procedentes de China, y consiste en una hoja de hierro tipo dao ancha y curva colocada en un asta como si fuese la continuación de la empuñadura. Es la precursora de la naginata japonesa y más pesada que esta.

## Orígenes e historia
Se dice que la bisento fue introducida aproximadamente sobre el siglo V. En aquellas fechas Japón era importador de armas, armaduras y técnicas de forja desde la potente y superdesarrollada China.
Su diseño es idéntico al de los Kwan-Dao de China. Al igual que esta, era un arma de infantería desarrollada específicamente para enfrentarse a la caballería, aunque por su diseño era igualmente funcional contra infantería. Fue usada por los samurái y ninjas para este fin, pero, de estos últimos, se encuentran referencias al "uso" atípico  que los ninja hacían de esta pesada arma de asta.[cita requerida]
En el anime, especialmente One Piece es famoso el Bisento de Barba blanca, con el que  revento a Gol D. Roger hen una pelea en una isla, usando haki del conquistador y bisento. Luego se se introdujo al Blox Fruits
- Datos: Q2665916